# إيفانز و سذرلاند
إيفانز وسذرلاند (بالإنجليزية: Evans & Sutherland)‏ هي شركة حوسبة مختصّة في ميدان الرسومات بالحاسوب. وتستخدم منتجاتها في المقام الأول من قبل الشركات الصناعية العسكرية والشركات الكبرى للتدريب المحاكاة، وفي بيئات العرض الرقمي مثل القبب السماوية.

## وصلات خارجية
- الموقع الرسمي